# Estrella de Przybylski
L'estrella o estel de Przybylski (V816 Centauri) és un estel an la constel·lació de Centaure, Centaurus, de magnitud aparent +8,02. Descoberta per l'astrònom Antoni Przybylski (pronunciat Yibilski) el 1961, és un estel químicament peculiar extrem, amb línies espectrals fortes d'elements lantànids. El seu espectre és similar al d'un estel de tipus S —estrella molt evolucionada amb una atmosfera enriquida per material procedent de la nucleosíntesi interior—, però en altres aspectes s'assembla a un estel de la seqüència principal o a una subgegant.
Els primers estudis del camp magnètic de l'estel de Przybylski van mostrar un camp magnètic longitudinal en el rang Hz = −2.100 a −2.500 ± 450 g, sense que s'hi trobara una variabilitat significativa en aquest. Mesures posteriors concedeixen la meitat de força al camp magnètic longitudinal, Hz = −1014 ± 72 G. El 1978 s'hi va trobar que l'estel de Przybylski és un estel polsant i és prototip dels estels Ap d'oscil·lacions ràpides (roAp). Observacions de la velocitat radial utilitzant l'espectròmetre HARPS mostren oscil·lacions multiperiòdiques amb dos grups de modes igualment espaiats.
La composició química de l'estel de Przybylski és enigmàtica. Ja el 1974 es van identificar línies espectrals corresponents a 51 elements químics diferents. Posteriors observacions van evidenciar la sobreabundància de lantànids i també van confirmar, amb un grau alt de confiança, la presència de línies de tecneci i de prometi —el període de semidesintegració de les quals és de 17,7 anys. També es van identificar les línies de tots els elements radioactius amb nombres atòmics entre Z = 84 i Z = 99, a excepció d'àstat i franci. La presència d'aquests elements radioactius de vida tan curta és difícil d'entendre.
S'ha proposat que alguns processos desconeguts, del tipus flamarades o erupcions, tenen lloc en la seva atmosfera. Igualment s'ha suggerit que l'existència d'elements amb Z < 92 és deguda al decaïment radioactiu natural de tori i urani estratificat en l'atmosfera superior.
Una altra possible explicació es relaciona amb el fort camp magnètic, que pot estar en l'origen d'una acceleració significativa de partícules carregades, principalment protons i partícules alfa, que modifiquen el contingut superficial per la interacció amb el material estel·lar.
Malgrat molts anys de recerques, les extraordinàries anomalies químiques de l'estel de Przybylski romanen sense explicació.

## Teories peculiars
A causa de les propietats estranyes d'aquest estel, existeixen nombroses teories sobre per què ocorren les rareses. El més interessant d'ells és que l'estel conté alguns núclids transactínids de llarga durada de l'illa d'estabilitat (per exemple, 298Fl, 304Ubn, o el superactínid 310Ubh) i que els actínids de curta durada observats són les filles d'aquests progenitors superpesants, que ocorren en equilibri secular amb els seus pares.